# Christopher Stewart
Christopher Stewart, detto Tricky (4 gennaio 1974), è un paroliere e produttore discografico statunitense, che nella sua carriera ha contribuito alla vendita di oltre 25 milioni di dischi.

## Biografia
È noto per aver prodotto vari singoli che hanno scalato le classifiche pop e R&B, come Touch My Body e Obsessed di Mariah Carey, Me Against the Music di Britney Spears e Madonna, Single Ladies (Put a Ring on It) e Break My Soul di Beyoncé, Umbrella di Rihanna, Just Fine di Mary J. Blige e Louboutins di Jennifer Lopez. Ha inoltre prodotto vari album di artisti molto noti, tra cui In the Zone di Britney Spears, Teenage Dream di Katy Perry, E=MC² e Memoirs of an Imperfect Angel di Mariah Carey e Burlesque di Christina Aguilera e Cher. Grazie alla sua attività di paroliere e produttore, nel corso della sua carriera ha vinto 3 Grammy Awards su un totale di 12 nomination.